# 영 빅토리아
《영 빅토리아》(영어: The Young Victoria)는 장마크 발레가 감독을 맡고 줄리언 펠로스가 각본을 맡은 2009년에 개봉한 영국과 미국의 서사 영화이며, 빅토리아 여왕의 초기 생애와 통치 그리고 작센코부르크고타의 앨버트 대공과의 결혼을 바탕으로 하고있다. 마틴 스코세이지, 그래이엄 킹, 티모시 헤딩턴, 사라 퍼거슨등이 영화 제작자로서 참여하였다. 에밀리 블런트, 루퍼트 프렌드, 미란다 리처드슨, 짐 브로드벤트, 폴 베터니등이 거대한 규모의 앙상블 캐스트로서 출연하였다.
펠로스는 가능한 역사적 고증에 맞춰 영화를 만드길 시도했다. 이것을 염두에 두고, 아카데미 시상식에서 의상상을 수상했던 디자이너 샌디 포웰과 역사 자문가 에버데어 5대 남작 앨러스테어 브루스를 고용했다. 《영 빅토리아》 촬영은 영화의 사실성을 위해 잉글랜드에 있는 여러 사적지에서 이뤄졌다. 이럼에도, 영화의 다양한 측면에서 역사적 비사실성에 비판을 받고 있다.
모멘텀 픽쳐스는 2009년 3월 6일 영국에서 첫 개봉을 하였다. 소니 픽쳐스 월드와이드 애퀴지션스는 애퍼리션을 통해 2009년 12월 18일에 미국에서 제한상영을 하였다. 평론은 일반적으로 긍정적이였으며, 영화 평점 사이트 로튼 토마토에서 139명의 리뷰에서 76%를 얻었다. 영화는 제82회 아카데미상에 3개 부문에 후보에 올랐고 아카데미 의상상을 수상했다. 또한 제63회 영국 아카데미 시상식에서 최우수 분장상과 의상상을 수상했다.

## 줄거리
빅토리아 여왕이 되기 전, 알렉산드리나 빅토리아 공주는 정치적 암투의 중심에 놓이다. 그녀의 어머니인 켄트 공작부인과 그녀의 측근인 존 콘로이는 빅토리아가 18세 이전에 왕위에 오를 경우 자신들이 섭정을 맡을 수 있도록 강요하려 한다. 한편, 빅토리아의 외삼촌인 벨기에의 레오폴드 1세는 사촌인 알버트 왕자와 빅토리아를 결혼시켜 영국과 벨기에의 동맹을 강화하려 하죠.
알버트는 빅토리아의 취향을 교육받고, 두 사람은 서로에게 호감을 느끼며 편지를 주고받는다. 빅토리아가 18세 생일을 맞이하자 윌리엄 4세는 사망하고, 빅토리아는 섭정 없이 여왕으로 즉위한다. 그녀는 어머니와 콘로이를 궁에서 내쫓고 독립적으로 행동하기 시작한다. 빅토리아는 로드 멜번을 개인 비서로 임명하고, 멜번과 정치적으로 연결된 귀족 가문 출신의 시녀들을 곁에 둔다.
알버트는 다시 방문하고 두 사람은 더욱 가까워지지만, 빅토리아는 관계가 깊어지는 것을 꺼려한다. 이후 로버트 필 경이 정권을 잡을 가능성이 보이자, 빅토리아는 필 경의 지지자들로 시녀들을 교체하라는 요구를 거절하고, 이로 인해 여론이 악화된다. 빅토리아는 알버트와 편지를 주고받으며 더욱 가까워지고, 그를 다시 영국으로 초대하여 청혼한다.
결혼 후 알버트는 자신의 무력함에 좌절하지만, 왕실 업무에 적극적으로 참여하며 콘로이를 해고하고, 빅토리아의 주요 조언자로서 정치적 영향력을 행사한다. 알버트는 멜번과 레오폴드의 영향력을 차단하려 하지만, 빅토리아와 갈등을 겪기도 한다. 하지만 빅토리아를 암살하려는 시도에서 알버트가 그녀를 보호하면서 두 사람은 화해한다. 빅토리아는 알버트와 함께 사회 문제에 관심을 기울이고, 첫 아이를 낳으며 어머니와도 화해한다. 영화는 알버트가 42세에 사망할 때까지 그들의 행복한 결혼 생활과 빅토리아가 81세까지 여왕으로 재위한 이야기를 보여주며 마무리된다.

## 출연
- 에밀리 블런트 - 빅토리아 여왕
- 루퍼트 프렌드 - 작센코부르크고타의 앨버트 대공
- 미란다 리처드슨 - 켄트 공작 부인
- 마크 스트롱 - 존 콘로이 경
- 짐 브로드벤트 - 윌리엄 4세
- 해리엇 월터 - 아델레이드 왕비
- 폴 베터니 - 멜버른 경
- 토마스 크레치만 벨기에 국왕 레오폴 1세
- 예스페 크리스텐센 - 슈토크마어 남작
- 제넷 하인 - 루이스 레첸 남작 부인
- 줄리언 글러버 - 웰링턴 공작
- 마이클 말로니 - 로버트 필 경
- 미키엘 하위스만 - 작센코부르크고타 에른스트 공
- 조니 린퍼키스 - 컴벌랜드 공작 에른스트 아우구스트 공
- 리엄 스콧 - 서섹스 공작 오거스터스 프레더릭 공
- 데이브 A. 휴잇 - 노퍽 공작
- 대니 달턴 - 프러시아 공
- 소피 로버츠 - 레이디 엠마 포트먼
- 레이철 스털링 - 서덜랜드 공작 부인
- 제네비에브 오렐리 - 레이디 플로라 헤이스팅스
- 로디 위버 - 윌리엄 4세의 근위대
- 데이비드 롭 - 존 러셀 경
- 에밀리 에비 - 레이디 엘리자
- 요크 공녀 베아트리스 - 시녀